# 広島東洋カープの応援団
広島東洋カープの応援団（ひろしまとうようカープのおうえんだん）では、広島東洋カープを応援する応援団について概観する。カープの応援団といえば現在のプロ野球の応援スタイルを確立した団体で、ジェット風船、トランペット応援などをいち早く使用した（異説あり。後述）。

## 全国広島東洋カープ私設応援団連盟
全国広島東洋カープ私設応援団連盟（ぜんこくひろしまとうよう-しせつおうえんだんれんめい）は、広島東洋カープを応援する私設応援団の連合体である。発足は1997年。2023年現在19の加盟団体を擁する。以下、特に断らずに「連盟」と呼ぶことがある。
現在の応援歌の作曲は連盟が行なっていて、CD販売もしている。。また、1997年の連盟発足以来、所属応援団は連盟本部から連盟旗を購入し、試合中7回振ることが義務付けられ、団旗は振らないことになっていた。2001年11月に連盟旗は球場ごとに取り決めることになり、現在はほとんど振られなくなっている。

### 東日本ブロック
以下特筆した団体の他に
- 北海道鯉黎会
- 名古屋私設応援団

が加盟する。

#### 東京緋鯉会
東京緋鯉会（とうきょうひごいかい）は全国緋鯉会連合の東京支部で関東を中心に活動している私設応援団である。
- 2008年（平成20年）には、前年のFAで阪神に移籍した新井貴浩を皮肉った横断幕を掲げる。
- 同年クライマックスシリーズの出場か、5割以上でブラウン監督の続投という考えを球団が示したことに対し、クライマックスシリーズへの出場がなくなった翌日、横浜スタジアムでのベイスターズ戦にて横断幕「Road to CLIMAX 2009 with Marty」を掲げる。ちなみに、「Road to…」の横断幕に感激したブラウン監督からメッセージを受け取ったことを当会のブログでも報告している。横断幕には、ブラウン監督のものと思われる直筆サインもある。
- 2009年（平成21年）8月現在、失速からか特にマツダスタジアムでは横断幕を掲げていない。（7回裏攻撃前に応援団連盟の横断幕を掲げている）
- 応援旗 
  - 赤地に白文字の「TOKYO」（2005年(平成17年)～）
  - 白地に「お金で買えない価値がある　東京緋鯉会　全国緋鯉会連合」（2004年・平成16年以前に主に使用）
  - 「前へ」（2007年～）
  - 「常勝無敗　大逃げ優勝　東京緋鯉会」 - 2004年（平成16年）に広島等で使用されていた。
- 横断幕 
  - 「頂を獲れる事を証明しよう　大事な仲間達と一緒に　一蓮托生 甦れ機動力野球」

#### 名古屋緋鯉会
名古屋緋鯉会（なごやひごいかい）は、全国緋鯉会連合の名古屋支部で中部地方を中心に活動している私設応援団である。
- 応援旗 
  - 白地に「初志貫徹　全国緋鯉会連合　名古屋緋鯉会」 - 2010年（平成22年）まで主に使用していた旗
  - 廣瀬純応援旗（白地に「新進気税　廣瀬純　名古屋緋鯉会」）
  - 「初代名古屋緋鯉会　驚天動地　全国緋鯉会連合」 - 以前使用されていた旗
  - 白地に「王政復古　名緋會　全国緋鯉会連合」 - 2011年（平成23年）4月13日から使用。
- 横断幕 
  - 「押して開かない明日はない　名古屋緋鯉会　全国緋鯉会連合」

#### 全国緋鯉会連合総本部
全国緋鯉会連合（ぜんこくひごいかいれんごう）は全国の全ての試合で応援活動を行なっている私設応援団連合である。総本部の他、東京・名古屋・関西・広島に支部がある。
- 2013年(平成25年)のWBCでは、数球団の私設応援団が集結し応援活動をしている。緋鯉会は中心団体として活動しているとみられる。
- 当応援団の通称は「緋鯉会」である。
- 当応援団は全国広島東洋カープ私設応援団連盟に加盟している。（連盟が発足した当時は加盟していなかった）
- 地元応援団がいない球場（長崎や佐賀などの試合）でも一番多くリードを担当している応援団である。
- 2004年（平成16年）からの大阪での試合では緋鯉会はオリジナルのファンファーレなどを使用して勢力を顕在化した（当時は連盟非加盟）。
- 京セラドーム大阪では当応援団は上段席で応援活動をしている。
- 団員は背中に所属応援団名が白で書かれた赤い法被を着用している。
- 連盟に加盟していない時は、連盟加盟応援団が仕切る球場では7回に団旗が振れず、不満を持っていて、後に連盟旗非強制の一因となった。
- 応援旗
  - 秋山翔吾応援旗(白地に「翔　9　吾　全国緋鯉会連合」(日本語は赤字、数字は縁取り))

### 広島ブロック
以下特筆した団体の他に
- 岡山鯉友会
- 広島一塁側応援団 - 監督の顔に似た被り物を被る気さくな応援団
- 広島ライト側ファンクラブ
- 福山応援団

が加盟する。

#### 広島センターファンクラブ（旧山本浩二ファンクラブ）
2013(平成25年)より活動していないという説もあるが2023年の連盟公式ホームページには加盟団体として記載されている。
- 横断幕
  - 西川龍馬横断幕(赤地に白字で「西川龍馬　広島センターファンクラブ」中央に西川龍馬にシルエット)

#### 広島カープ倶楽部
カープ倶楽部　カープ倶楽部は広島東洋カープのホームゲームではリード・トランペットを主として緋鯉会と共に主導している。
- マツダスタジアムを中心に中国地方、四国地方、九州地方で主に活動している。
- 襟文字で「広島東洋カープ　全国私設応援団連盟」白地で背面に「広島Carp Club」と赤字で書かれた法被を着用している。
- 応援旗
  - 白地に赤字で上段に「乾坤一擲」、下段に「Carp Club」、その間に赤地に黒字で「We never abandon sailing till we reach THE TOP」
  - 白地に赤字で「田中広輔　Carp Club」
- 横断幕
  - 白地に、「激流を登れ　頂はその先に CLIMB UP THE WATERFALLカープ倶楽部」(日本語は黒字、英語は赤字)

#### 広島緋鯉会
広島緋鯉会（ひろしまひごいかい）とは全国緋鯉会連合の広島支部で主に中国地方・四国地方・九州地方で応援活動している私設応援団である。
- 広島市民球場でリードする代表的存在。
- 2007年（平成19年）には「リアルヒーロー前田智徳」の横断幕を掲げた。
- 黒田博樹の登板時、背番号15とそれに寄せ書きが書いてある旗を振っていた。
- 広島緋鯉会は関西緋鯉会 ・名古屋緋鯉会 ・東京緋鯉会のように個人選手の応援旗は2010年（平成22年）シーズン現在、存在しない。
- 2013年シーズン途中（交流戦あたり）から活動をしていない。
- 他支部の緋鯉会が活動していることから、広島緋鯉会が応援活動の停止処分もしくは自粛をしたと想定される。同時期からセンターファンクラブが応援活動をしていない（球場内に団員は来場している）が、この２団体において一部団員の不正行為等が発覚し処分を受けたとの噂もある。
- 応援旗 
  - 「HC」と書かれた旗。
  - 黒田博樹応援旗
  - 上に「SEX GAMBLE BASEBALL」下に「廣島緋鯉會」とに書かれ、中央に髑髏のマークが描かれた旗。2005年（平成17年）まで使用
  - 菊池涼介の個人旗（2013年〈平成27年〉～）※旗を振っているのは緋鯉会だが、旗自体に「菊池涼介後援会」の記載があることから、後援会の代理で振っていると思われる。
- 横断幕 
  - 菊池涼介の横断幕（志魂勝最　菊池涼介　広島緋鯉会）

### 関西ブロック
以下特筆した団体の他に
- 東京大阪カープ倶楽部
- 鯉組関西支部

が加盟する。

#### 関西緋鯉会
関西緋鯉会（かんさいひごいかい）とは全国緋鯉会連合の関西支部で近畿地方を中心に活動している私設応援団である。
- 応援旗
  - 紺地に白文字で「目指す未来が違う　強襲突破　関西緋鯉会」 - 現在、主に使用している旗
  - 「目指す未来が違う　関西緋鯉会　全国緋鯉会連合」 - （この内容と同じ横断幕もある）
  - 赤地に白文字で「疾風怒濤天下無敵」 - 上記の旗の前に使用していた。
  - 天谷宗一郎応援旗（白地に「俊足突破　天谷宗一郎　関西緋鯉會」）
  - 白地に「攻城突破　小園海斗　Making the road　関西緋鯉会」(人名は青字、それ以外は赤字)
- 横断幕
  - 紺地に「関西緋鯉会　Making the road　Higoi good family」
  - 天谷宗一郎の横断幕（白地に黒で「俊足突破 天谷宗一郎」下に赤で「関西緋鯉会」）

#### 近畿カープ応援団
近畿カープ応援団（きんきかーぷおうえんだん）とは近畿カープ後援会応援部より正式に応援団として発足した団体である。応援旗は紺地に赤文字で「必勝」と書かれている。

#### 大阪河内楠公会
大阪河内楠公会（おおさかかわちなんこうかい）とは関西を拠点とする応援団。1984年に紙吹雪の代わりにジェット風船を使用した最初の私設応援団といわれている。
横断幕は赤地に「広島東洋カープ私設応援団　大阪河内楠公会」左下に菊花紋章の上半分のマーク。

#### 虹旗鯉真会
虹旗鯉真会（こうきりしんかい）とは（2002年・平成14年発足）主に関西地域（甲子園・京セラドーム）での試合で活動している。近年ではメンバー数の増加により関東地域やナゴヤドームなどで時々活動されている。虹の絵の旗。関西地域では緋鯉会とこの虹旗鯉真会の主に2台の太鼓によってリードがなされている。学生が中心の団体のように見受けられる。

## 連盟非加盟応援団
- みちのく応援団（応援団連盟本部との方向性が合わず除名） - 東北の応援団
- 全国鯉恋組（連盟非加入団体） - 関東の応援団

## かつて活動していた応援団
- 鯉恵会
  - 1999年（平成11年）まで活動していた関西の応援団
- 近畿カープ後援会
  - 現在は応援団としての活動は行っておらず、後援会として活動し定期的にOB選手を招いてファンの集いを開催している。1978年（昭和53年）に初めてジェット風船を野球の応援に使った応援団といわれている。ただし異説もある[4][5][6][7][8]

- 鯉組レディース
  - 女性応援団。広島市民球場レフトスタンドで活動していたチアリーダー応援団。
- 三代目鯉組総本部
  - 2010年（平成22年）シーズン途中から暴力団との関係が表沙汰になり応援許可が取り消された。翌2011年（平成23年）以降も活動していないことから、除名或は排除されたと思われる。少なくとも連盟ホームページの加盟団体一覧には掲載されていない。なお関西支部は活動を続けている。
- 泉州前田会（せんしゅうまえだかい）
  - 元々は神戸中央会の内部親睦団体だったが2004年（平成16年）に同応援団から脱退・独立し私設応援団として活動を開始した。2013年（平成25年）10月3日をもって前田智徳選手が現役を引退したことにより、泉州前田会も同年のシーズン終了をもって解散となる。一部の団員は関西地区の他団体へ移籍し応援活動を継続。
- 神戸中央会
  - 甲子園球場3塁側内野席（アルプススタンド）で応援活動を行っていた応援団。2022年（令和4年）シーズン途中に代表者の数年に渡る不祥事が発覚し応援許可が取り消された。2023年（令和5年）以降、広島球団並びにNPBが神戸中央会および神戸中央会福井支部の応援許可申請を受理しないことが決定されたため活動終了となった。
- 叶鯉会（きょうりかい）
  - 甲子園球場レフト側ビジター席で活動していた応援団。2023年シーズン終了をもって解散した。